# Hypericum vermiculare
Hypericum vermiculare är en johannesörtsväxtart som beskrevs av Pierre Edmond Boissier och Hausskn.. Hypericum vermiculare ingår i släktet johannesörter, och familjen johannesörtsväxter. Inga underarter finns listade i Catalogue of Life.